# بوقا (المغول)
بوقا (أو بوغا) (تُوفي في 16 كانون الثاني 1289) كان أميرًا ومستشارًا مغوليًا لعب دورًا فعالًا في إيصال أرغون إلى السلطة باعتباره الخان الرابع لإيران في عام 1284 وأصبح رئيس وزرائه (وزيره) ومستشاره، خلفًا لشمس الدين الجويني الذي أعدمه أرغون في تشرين الأول 1284. أُعدم بوقا أيضًا بأمر من أرغون في كانون الثاني 1289.

## الحياة

### الطفولة
كان بوقا يتيمًا من قبيلة الجلاير. كان والده أوغولاي قورجي الذي رافق هولاكو خان ككشاف له. أُهدي إلى بلاط أباقا مع أخيه عروق وهو طفل يتيم وأصبح تابعًا له.

### الحياة في ظل أباقا وتيكودر
كان يخدم أباقا كمستشاره الموثوق، وحارس الخزانة، وحارس الجلود، وحارس الأختام؛ وفي الوقت نفسه كان صديقًا لابنه أرغون. بعد وفاة أباقا في عام 1282، دعم أرغون على العرش في معارضة تيكودر، ومع ذلك، ظل يخدمه كحارس للختم بعد انتخابه وأصبح قائده الموثوق به. أثناء تمرد أرغون ضد تيكودر في عام 1284، عهد إليه الإلخان بأخذ الأمير جايخاتو كرهينة من أرغون. وافق أرغون على الشروط وأرسل شقيقه برفقة اثنين من الأمراء، بما في ذلك نوروز، إلى حراسة البقعة، أكبر قادة تيكودر آنذاك في 13 أو 28 حزيران. فسلمه بوقا بدوره إلى أحمد الذي وضعه جايخاتو في معسكر توداي خاتون. وعلى الرغم من ذلك، واصل تيكودر الأعمال العدائية واستمر في التقدم نحو أرغون. وهذا جعل بوكا يشعر بالاستياء تجاه تيكودر ويزداد تعاطفًا مع أرغون. ومن ناحية أخرى، فقد حظوة تيكودر الذي بدأ يستثمر ثقته في آق بوكا، وهو جنرال آخر من جلاير وابن عمه.
بدأ في التخطيط لانقلابه، فاقتحم معسكر أسير أرجون وصهر تيكودر أليناق وأطلق سراح أرجون، بينما قتل أليناق. فرّ تيكودر غربًا ونهب معسكر بوقا بالقرب من سلطانية انتقامًا. وفي 17 يوليو/تموز، واصل طريقه إلى مراعيه الخاصة بالقرب من تخت سليمان، وكان يخطط للهروب إلى القبيلة الذهبية عبر دربند . لكن سرعان ما تمكن القراونة الذي أرسله بوقا من اللحاق به واعتقال تيكودر. تم تسليمه إلى أرغون في 26 يوليو في مراعي أبي شور، بالقرب من مراغة.

### الحياة في عهد أرغون
بعد خلع تكودر، أصبح أرغون الإلخان الجديد، بينما خلف بوقا شمس الدين الجويني كصاحب ديوان جديد (صدر أعظم) وحاكم فعلي للإمبراطورية. كان أول شخص يحمل لقب أمير الأمراء وصاحب الديوان، ويدير الأمور العسكرية والمدنية. بمساعدة شقيقه الأكبر عروق، شرع بوقا في إصلاحٍ أحدثَ ثورةً في البنية النقدية والمالية للإمبراطورية. كافأ الخان العظيم قوبلاي خان بوكا بلقب تشينغسانغ (بالصينية: 丞相؛ بالترجمة الحرفية '�لم', '�', '�', '�', '�', '� ', '�ل', '�ك', '�', '�') لولائه للإيلخان أرغون في عام 1286. ولتعزيز موقفه، عيّن شقيقه عروق حاكمًا على بغداد (بينما كان ابن جمغور الأمير جوشكاب بمثابة دمية في يده عمليًا) وتابعه عماد الدين علوي حاكمًا عامًا على فارس. وكان أحد رفاقه، تغون يارجوجي، متمركزًا في الأناضول مع الأمير هولاكو. وبأمره، أصبح ابن أرغون الرضيع غازان نائبًا لملك خراسان، وكان نوروز حاكمًا عسكريًا له.
إن غطرسته وتجاوزاته، هو وعروق، سرعان ما خلقا له العديد من الأعداء. كان عروق يحكم بغداد عمليًا باعتبارها إقطاعيته الخاصة، ولم يكن يدفع الضرائب للحكومة المركزية، وكان يقتل منتقديه. أثار مقتل السيد عماد الدين علوي في 30 كانون الأول 1284 غضب بوقا لدرجة استدعاء أبيش خاتون نفسها إلى بلاطه. وكان جلال الدين أرقان، أحد مرافقيها، أول من كشف تفاصيل جريمة القتل، وبعد ذلك تم نشره إلى نصفين. وقضت المحكمة بإلزامها بدفع دية مقدارها 700 ألف دينار لأبناء السيد. وبدأ أمراء آخرون، بما في ذلك تولداي، وتاغاتشار، وتوغان، في التآمر مع أرغون لخلع بوقا المسيطر. وكانت خطوته الأولى هي التحقيق في الضرائب السلغورية غير المدفوعة سابقاً. ونتيجة لذلك، حصل على أكثر من مليون ونصف المليون دينار من محافظة فارس. جاءت خطوته التالية عام 1287، عندما مرض بُقاع. فحقق في عروق بنفس الطريقة، وبدأ أيضًا بالسيطرة على دخل بغداد، واستبدله بأردو كيا. وجاء استبدال آخر عندما تمت إزالة حليف البقعة أمير علي من ولاية تبريز.
وبعد أن أدرك أنه فقد ود الخان، نظم بوقا مؤامرة مع الأمير جوشكاب، وتم توريط الملك التابع لأرغون ديميتري الثاني ملك جورجيا (الذي تزوجت ابنته روسودان من ابن بوكا). وعد بوقا جوشكاب بالعرش بشرط تعيينه نائبًا للإمبراطورية في حالة نجاحه. لكن جوشكاب أرسل أخبارًا إلى أرغون عن الخيانة. وأرسل أرغون بدوره أميره الجديد قونقبال للقبض على بوقا. من غير المعروف كيف تمكن روسودان من الهروب من التطهير الذي قام به أرغون، ولكن تم استدعاء ديميتر الثاني إلى العاصمة وسجنه أيضًا. أُعدم بوقا في 16 يناير 1289. وخلفه في منصب الوزير الطبيب اليهودي سعد الدولة الأبهري.